# F.1 Manager
F.1 Manager is een computerspel dat werd ontwikkeld en uitgegeven door Simulmondo. Het spel kwam in 1989 uit de Commodore Amiga en de Commodore 64. Een jaar later volgde een release voor de Atari ST. Het spel bevat een simulatie en een management onderdeel. In het management onderdeel krijgt de speler $ 6 miljoen en moet hij coureurs en auto's kopen. In het simulatiespel moet de speler zo snel als mogelijk finishen. Het spel kan met een of twee spelers gespeeld worden. In de twee speler modus speler de spelers om de beurt. 

## Platforms
| Jaar | Platform            |
| ---- | ------------------- |
| 1989 | Amiga, Commodore 64 |
| 1990 | Atari ST            |

## Ontvangst
| Beoordeeld door        | Jaar | Platform     | Score |
| ---------------------- | ---- | ------------ | ----- |
| The Games Machine (UK) | 1990 | Amiga        | 40%   |
| The Games Machine (UK) | 1990 | Commodore 64 | 29%   |